# Július Binder
Július Binder (12. září 1931, Bernolákovo, Československo – 26. července 2021) byl projektant, manažer a poslanec Národní rady Slovenské republiky.

## Biografie
Studoval na Slovenské vysoké škole technické v Bratislavě a potom byl činný jako projektant a hlavní inženýr na různých stavbách. (Spolu)projektoval elektrárny (elektrárna Nováky IV. a elektrárny na Váhu), systémy zásobování vodou, čistírny odpadních vod v Petržalce a pro Slovnaft, také různé ekologické stavby. Zúčastnil se i projektování Gabčíkovské přehrady.
V letech 1991–1999? byl ředitelem podniku Vodohospodárska výstavba, s.p., který je znám výstavbou vodního díla Gabčíkovo (od roku 1992), při které J. Binder sehrál velmi významnou úlohu. V roce 1993 byl oceněn jako nejlepší manažer Slovenska.
Poslancem Národní rady Slovenské republiky byl zvolen ve volebním období 1998–2002 za Hnutí za demokratické Slovensko. V roce 2002 byl neúspěšným kandidátem na primátora Bratislavy za HZDS v komunálních volbách.
Slovenské kreditní bance poskytl budovu patřící v té době podniku Vodohospodárska výstavba stojící na Náměstí SNP v Bratislavě.
Dne 16. dubna 1993 byl vyhlášen prvním nositelem ceny Ropák roku za celoživotní zásluhy na totální náhradě podunajských ekosystémů PŘÍROPOU.
V roce 1995 mu prezident Michal Kováč propůjčil Řád Ľudovíta Štúra I. třídy. Dne 28. října 2015 ho prezident Miloš Zeman vyznamenal medailí Za zásluhy.